# Plaza de la Bandera (Lima)
La plaza a la Bandera es un espacio público ubicado en Lima, capital del Perú. La plaza está situada en la intersección de los distritos de Breña, Lima y Pueblo Libre.

## Historia
Las obras para la construcción del espacio se iniciaron en 1978, Con la participación de los vecinos  de la urbanización Parque San Martín en Pueblo Libre encabezados por Doña Catalina Ciccia Ciccia de Chávez. Siendo inaugurada coincidentemente en el día de creación de la primera bandera del Perú el 21 de octubre de 1980 con la presencia del presidente del Perú Fernando Belaúnde Terry.

## Descripción

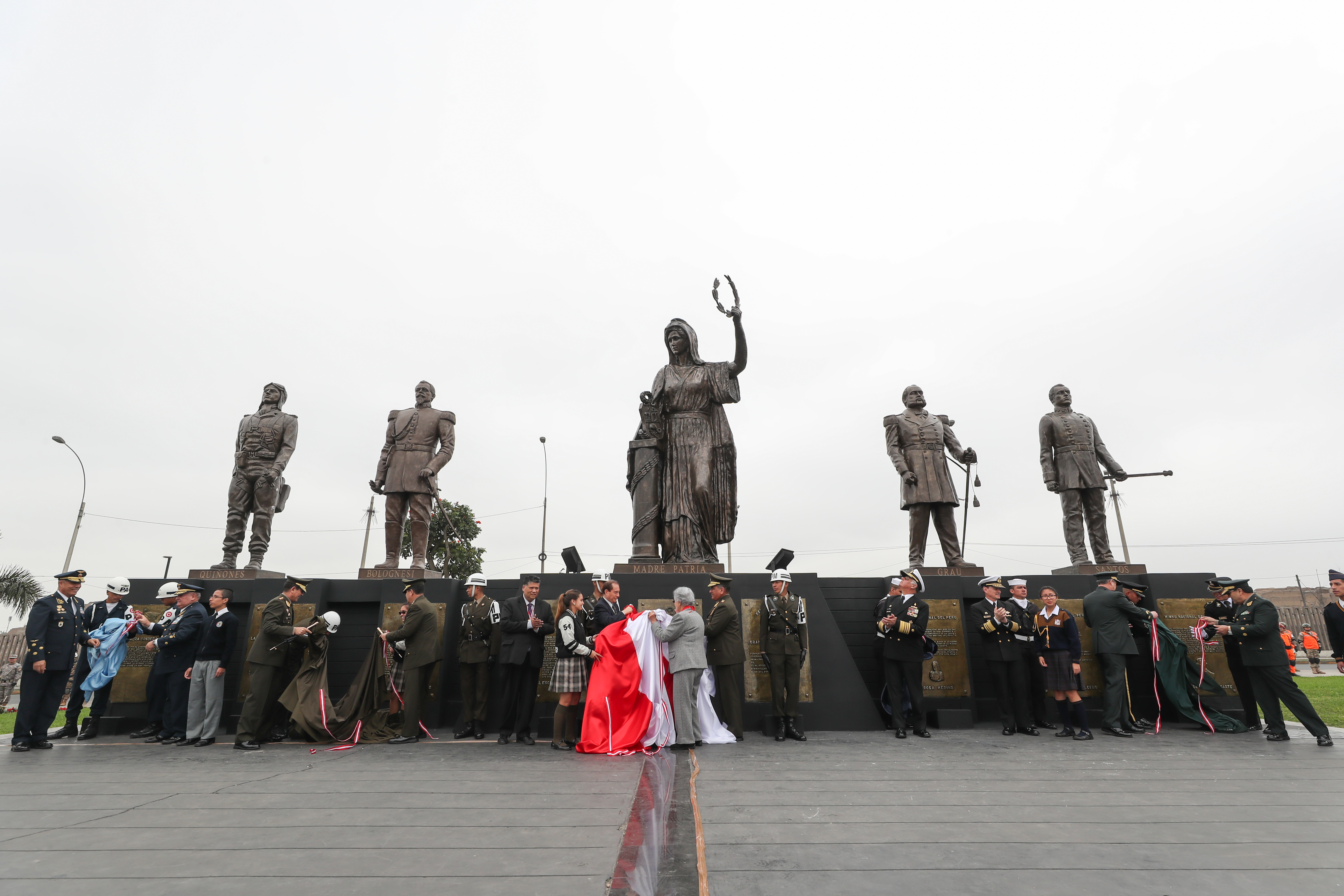
Conjunto escultórico en la plaza: José Quiñones, Francisco Bolognesi, La madre patria, Miguel Grau y Mariano Santos Mateo.

La plaza es un óvalo que, desde 2017, luego de una remodelación acometida por la Municipalidad de Lima, luce su aspecto original de espacio plano con un asta central donde izar una bandera. Antes de las obras, la plaza tenía taludes de tierra en el espacio donde ahora ocupan los cinco mil metros cuadrados de jardines, y unas graderías de concreto en el centro.
En 2019, durante la ceremonia del 199 aniversario de la primera bandera del Perú, se develaron una efigie de la madre patria y estatuas de los máximos héroes de las cuatro ramas de las Fuerzas Armadas: Francisco Bolognesi (Ejército), Miguel Grau (Marina), José Quiñones (Aviación) y Mariano Santos Mateo (Policía).

## Usos
El lugar ha sido escenario de diversos actos cívicos oficiales desde 1980. Uno de ellos es el izamiento diario, de lunes a sábado, de una bandera nacional de dos por tres metros. Los domingos es izado un pabellón nacional de nueve por trece metros, a cargo de las Fuerzas Armadas del Perú, en un asta de cuarenta metros de altura.